# IC 4774
IC 4774 је спирална галаксија у сазвјежђу Паун која се налази на листи објеката дубоког неба у Индекс каталогу.
Деклинација објекта је - 57° 56' 8" а ректасцензија 18h 48m 10,4s. Привидна величина (магнитуда) објекта IC 4774 износи 13,7 а фотографска магнитуда 14,5. IC 4774 је још познат и под ознакама ESO 141-5, FAIR 52, IRAS 18438-5759, PGC 62438.